# Escada de jacó

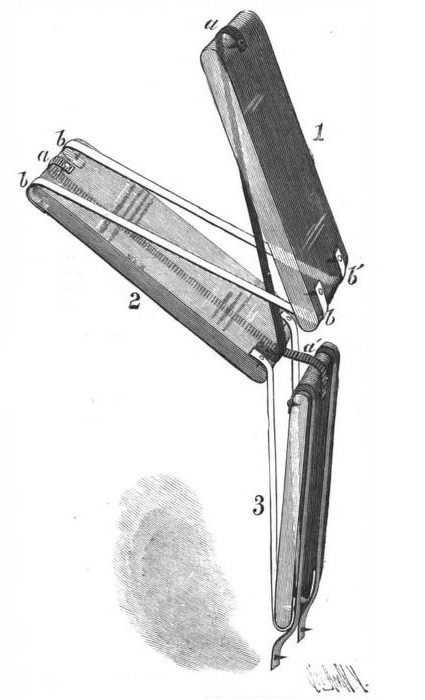
Esquema do funcionamento

Escada de Jacó, também conhecido como dominó chinês, traca-traca e escada de maracá ou maracê, é um brinquedo de características lúdicas onde a criatividade de elaborar formas são representadas através de histórias. Trata-se de um binquedo educativo geralmente feito em feito em madeira ou MDF e colagem de fitas de cetim.

## Etimologia
Conhecido como traca-traca principalmente no nordeste brasileiro, tem esse nome devido o barulho que as madeiras fazem ao se desdobrarem. Em São Paulo é conhecido pelo sugestivo nome da Escada de Jacó, numa referência à sua capacidade de desdobrar infinitamente uma madeirinha sobre a outra. Na região nordeste ele é conhecido como traca-traca, que representa a batida repetidas vezes das madeirinhas uma nas outras, dando a ideia de uma catraca fazendo um som. Dependendo da região e da época, este brinquedo recebe nomes diferentes. Na região do Médio Araguaia, no Mato Grosso, as crianças batizaram o trançado chinês com o nome de João Teimoso – e assim ficou conhecido em toda região. Também foi denominado como Blocos Taramela.

## Descrição
Trata-se de um brinquedo com peças articuladas por fitas de cetim que estimula a criatividade e a coordenação motora e coordenação cognitiva. O traca-traca pode ser classificado como uma mandala, brinquedo criativo, brinquedo educativo, brinquedo tradicional. Segundo Aurélio Buarque de Holanda, a mandala é um diagrama composto por círculos e quadrados concêntricos.

## Ligaçoes exterans
- Construindo uma escada de Jacó